# Frangipane

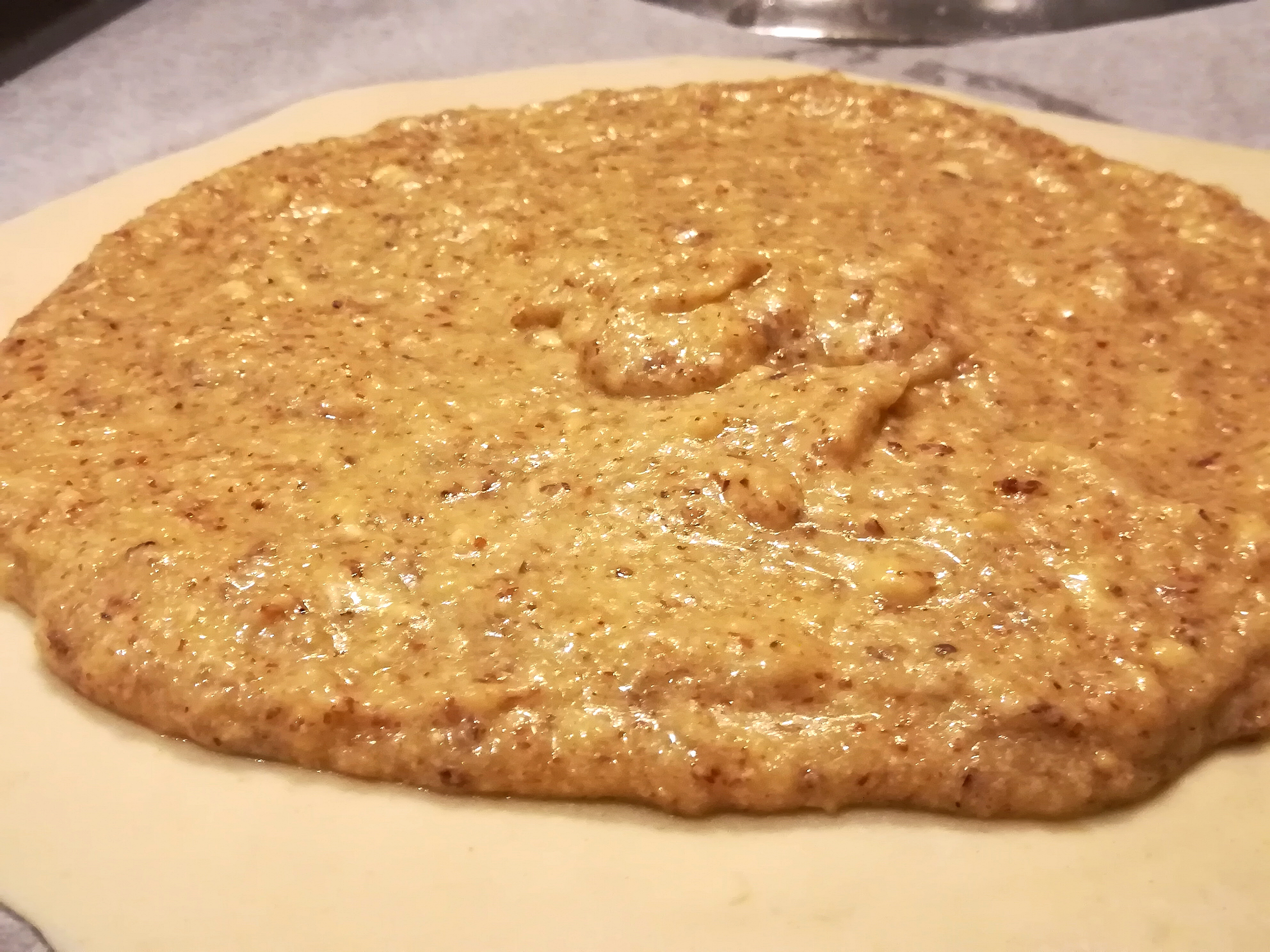
Crema frangipane antes de la cocción.

La frangipane (o el franchipán en español), es una crema de origen francés, empleada en repostería, compuesta de crema de almendra y crema pastelera en una proporción 2 a 1 respectivamente.

## Origen del nombre
El nombre frangipane es un término francés derivado de Frangipani, apellido de una familia de la nobleza italiana. En el siglo XVI, un señor de esta familia tenía por costumbre perfumar sus guantes con un perfume con un olor particular, que tuvo mucho éxito. Este perfume se utilizó hasta muy entrado el siglo XIX, en el que aún se hablaba en Francia de «guantes a la frangipane». Por extensión, se utilizó el nombre desde finales del siglo XVII para referirse a cualquier producto con un olor parecido: licores, perfumes, cremas o tartas. De esta manera, a principios del siglo XVIII francés el nombre se aplicaba un tipo de tarta rellena de crema de almendras, y el término ha ido derivando hasta designar la crema usada para el relleno.
El término franchipane, voz francesa que aparece en un libro de cocina de 1674, es una forma popular antigua del nombre. En francés, el nombre común del arbusto plumeria es frangipanier, debido a que la fragancia de sus flores recordaba al perfume de Frangipani.

## Elaboración
Para la preparación de la crema frangipane se necesita elaborar una crema de almendras, que se deben pelar previamente mediante el escaldado en agua hirviendo, para retirar la piel. Una vez molidas, se mezclan con harina, azúcar y yemas de huevo para mejorar la consistencia final. Aparte se elabora una crema pastelera a la que se incorpora la crema de almendras, removiendo hasta la completa homogeneización. Una vez lista, se debe refrigerar varias horas antes de su uso, habitualmente para rellenar alguna tarta.
Si la crema no va a ser horneada, debemos preparar una crema pastelera cociendo a fuego muy lento, y sin dejar de batir con varillas, los huevos con el azúcar y la leche con el aromatizante. Una vez lista, cuidando no hierva, se mezcla con la crema de almendras y se sigue batiendo hasta obtener una crema suave.
Hay numerosas variaciones de la frangipane, dado que para simplificar la receta original muchos son los que se limitan a echar almendras en polvo a la crema pastelera, con lo que no se logra la consistencia adecuada de la auténtica frangipane.
La crema se puede hornear posteriormente, como relleno de una tarta como la tarta de Reyes francesa, la Galette des Rois. Algunos autores indican que si la crema va a ser servida tal cual, sin horneado, se pueden usar almendras tostadas que mejorarían el sabor final.

## Ventajas e inconvenientes nutricionales
El polvo de almendras proporciona una pequeña cantidad de ácidos grasos insaturados útiles en la prevención de enfermedades  cardiovasculares, así como magnesio, útil para el sistema nervioso y las defensas inmunitarias.
La crema pastelera proporciona algunas  proteínas, dado que lleva huevos y leche y permite aligerar el conjunto reduciendo la cantidad de mantequilla necesaria. Entre los inconvenientes, la cantidad de materia grasa es bastante importante (entre 24 y 25 g / 100 g), con grasas saturadas, conocidas por sus efectos nocivos sobre el sistema cardiovascular cuando se consumen en exceso.